# Montagnac (Gard)
Montagnac – miejscowość i gmina we Francji, w regionie Oksytania, w departamencie Gard.
Według danych na rok 1990 gminę zamieszkiwało 99 osób, a gęstość zaludnienia wynosiła 11 osób/km² (wśród 1545 gmin Langwedocji-Roussillon Montagnac plasuje się na 803. miejscu pod względem liczby ludności, natomiast pod względem powierzchni na miejscu 804.).